# Raión de Kamianka
Kámianka (en ucraniano: Ка́м'янський райо́н) es un raión o distrito de Ucrania en el óblast de Cherkasy. 
Comprende una superficie de 725 km².
La capital es la ciudad de Kámianka.

## Demografía
Según estimación 2010 contaba con una población total de 30288 habitantes.

## Otros datos
El código KOATUU es 7121800000. El código postal 20800 y el prefijo telefónico +380 4732.